# Rastpfuhl

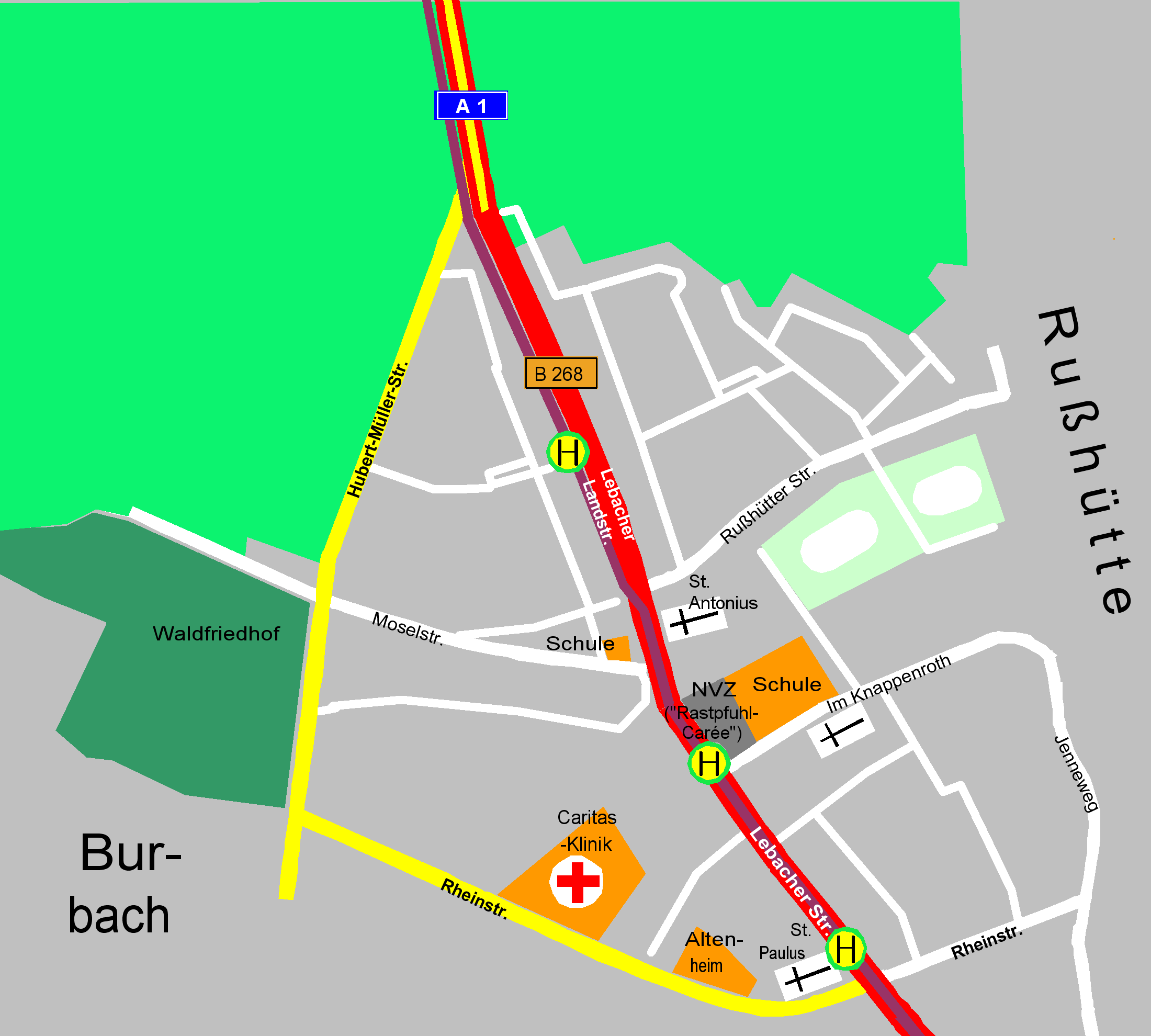
Karte Rastpfuhl

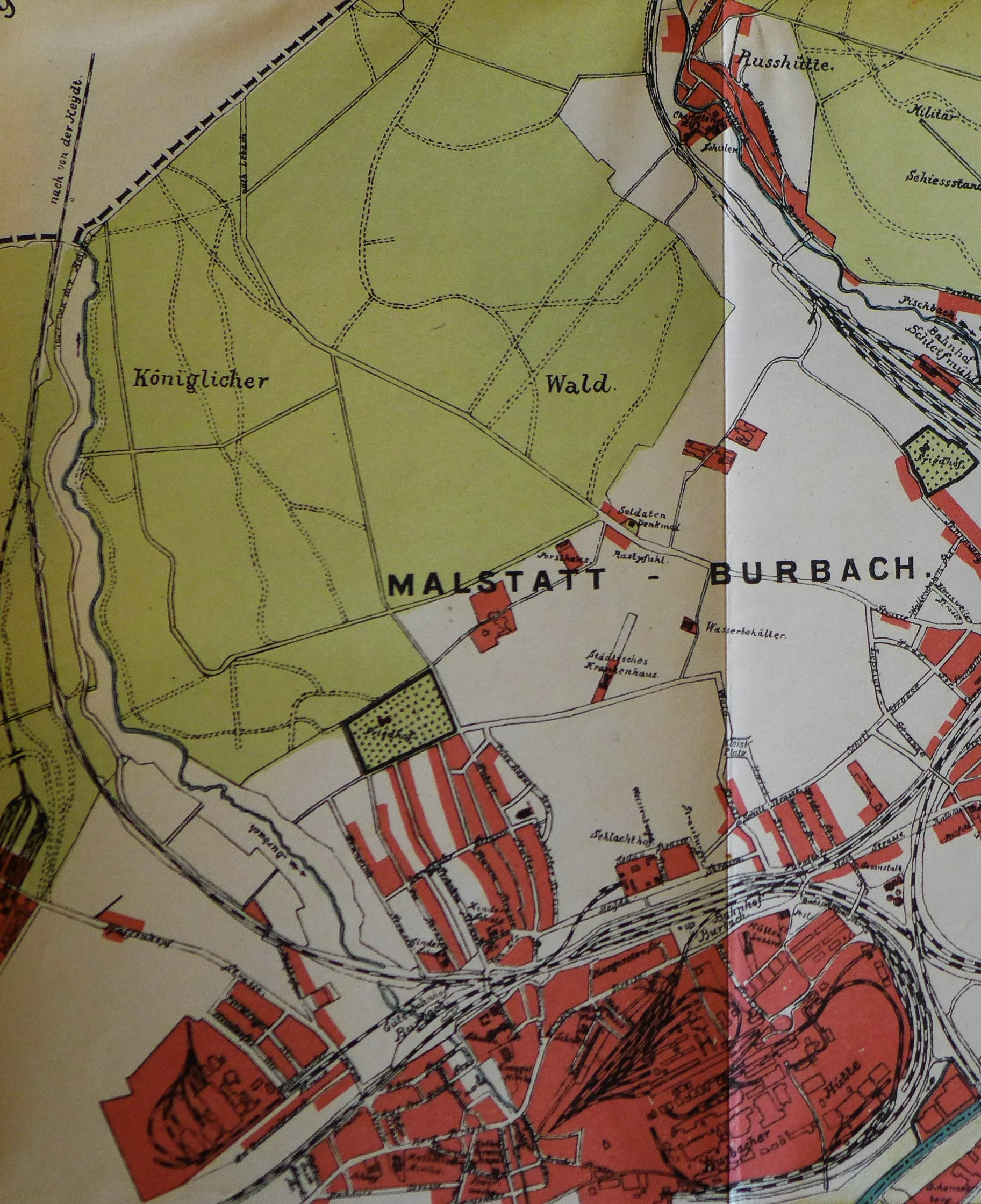
Historische Karte des Rastpfuhles in Malstatt und des nördlich davon liegenden Königlichen Waldes zu Beginn des 20. Jahrhunderts

Rastpfuhl (im örtlichen Dialekt Raschpuhl) ist ein Distrikt im Norden der Kernstadt Saarbrücken und gehört zum Stadtteil Malstatt.

## Geografie
Der Rastpfuhl grenzt im Norden und im Westen an ein großes, zusammenhängendes Waldgebiet. Im Westen bildet die Hubert-Müller-Straße die Grenze der Bebauung des Rastpfuhls, im Norden ist der Wald selbst die Grenze. Im Osten grenzt der Rastpfuhl an den Distrikt Rußhütte, der sich entlang des Fischbachtals entwickelt hat. Im Süden gibt es keine scharfe Grenze. Im Allgemeinen wird jedoch die Rheinstraße als Südgrenze angesehen. Formal bildet die Trifelsstraße im Südosten die Grenze des Distrikts 126 (Rastpfuhl). Der Distrikt umfasst eine Fläche von 159 ha (1,59 km²).
Der Rastpfuhl steigt von Süden von ca. 230 m ü. NN nach Norden kontinuierlich an bis auf ca. 288 m ü. NN. Die Steigungen im oberen Rastpfuhl sind dabei beträchtlich. Deshalb wurde in den 1960er Jahren die Lebacher Landstraße „tiefer gelegt“, d. h., es wurde ein Taleinschnitt geschaffen. Der Bereich um die Straße „Rastpfuhl“ liegt in einer kleinen Senke. Nach Osten hin fällt der Rastpfuhl steil in das Fischbachtal ab.

## Geschichte
Der Rastpfuhl hat seinen Ursprung in seinem heutigen Zentrum, in der kleinen Senke um die Straße „Rastpfuhl“. Dort befand sich wahrscheinlich eine Raststelle mit Tränke (Pfuhl). Der Name Rastpfuhl taucht zum ersten Mal in einer Bannkarte von 1763 auf. Eine andere Deutung besagt, dass sich der Name vom früheren Rastbach ableitet. Die Straße Rastbachweg erinnert heute noch daran. Die Gegend des heutigen Rastpfuhls war anfangs vollständig bewaldet. Lediglich im heutigen Zentrum lag ein kleiner Hof.

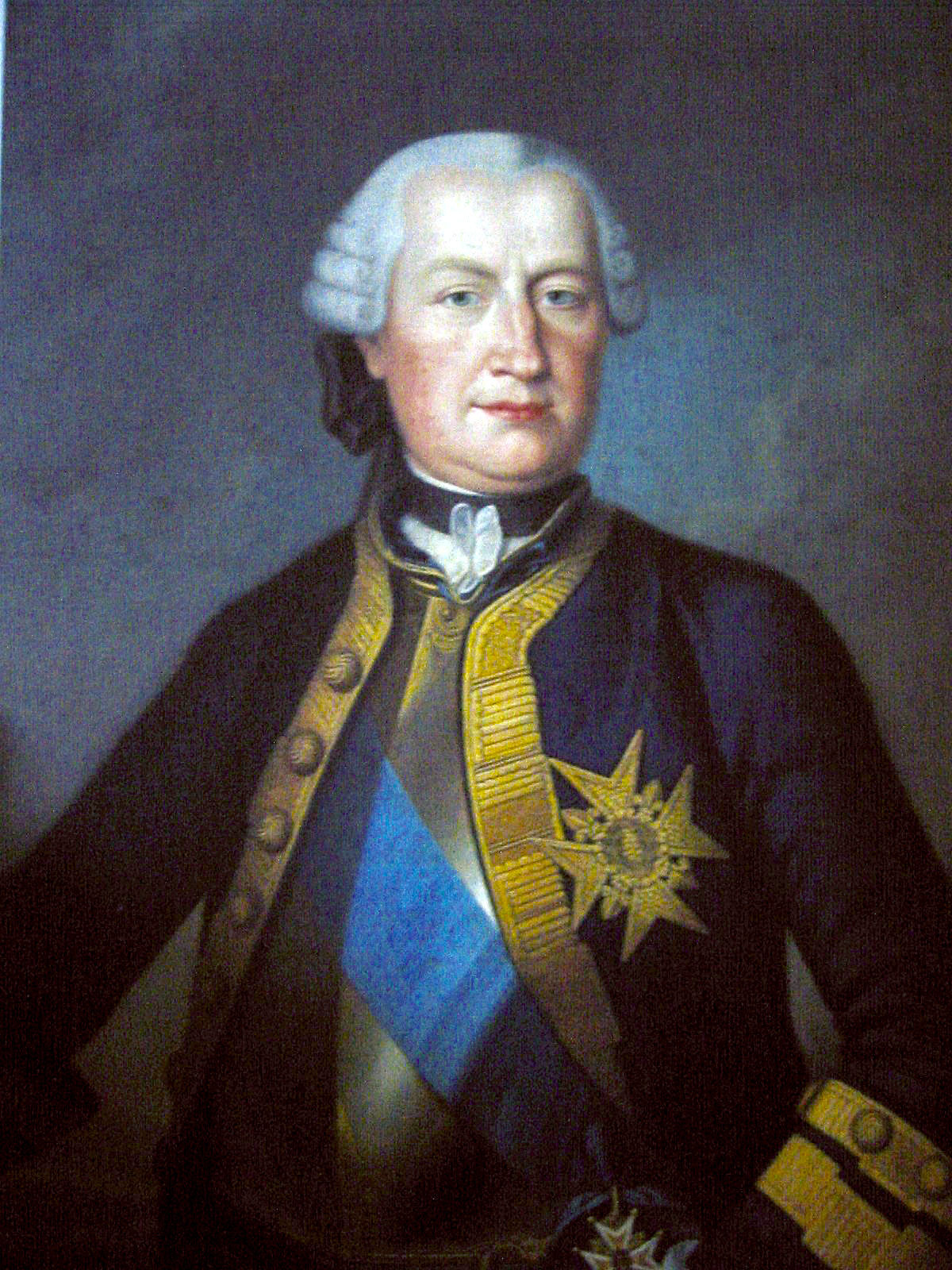
Fürst Wilhelm Heinrich (1718–1768), Gründer des Malstatter Ortsteiles Rastpfuhl

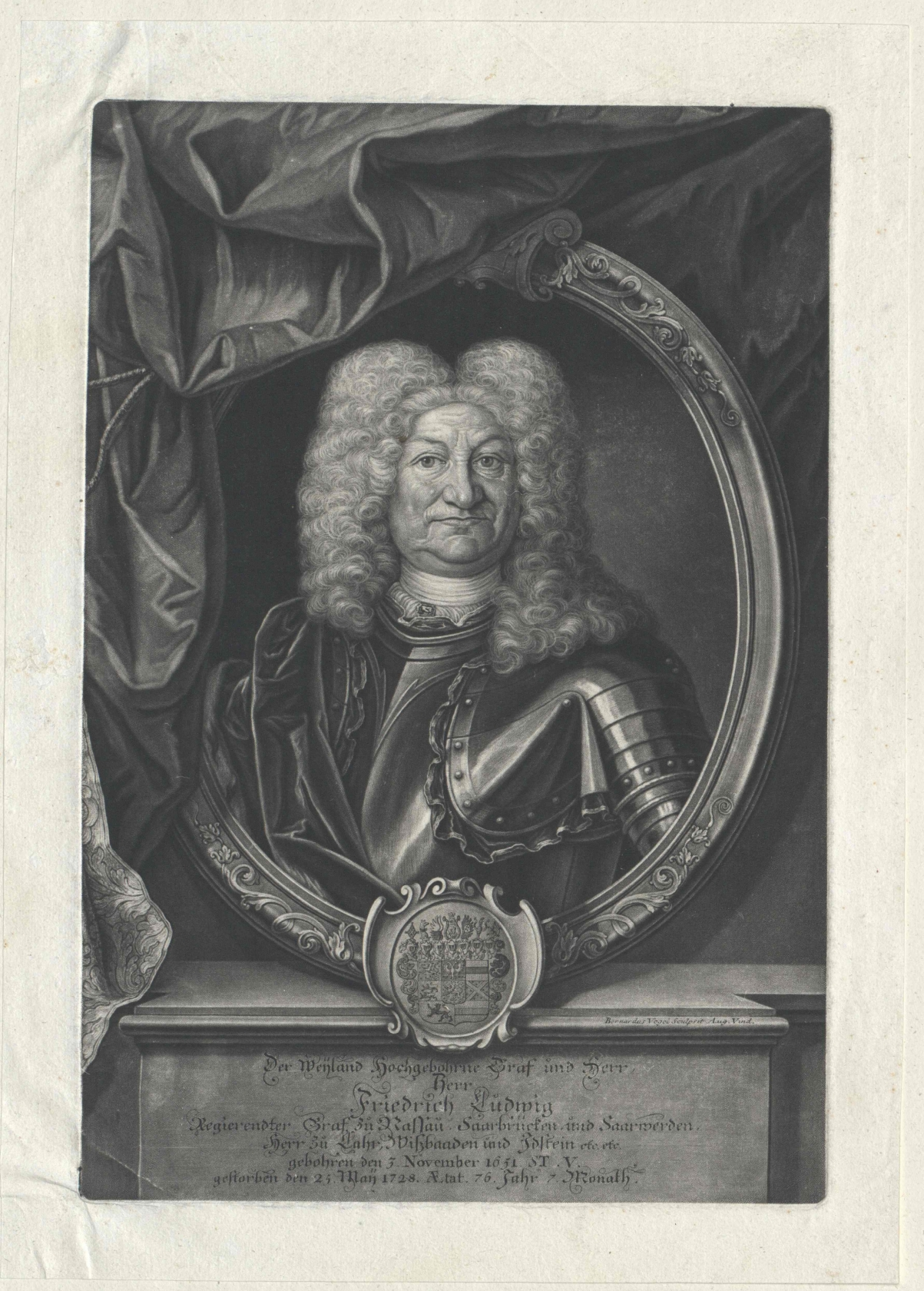
Graf Friedrich Ludwig von Nassau-Ottweiler, Gründer des Rastpfuhler Schafhofes

Der Rastpfuhl-Hof war ursprünglich ein Torhaus am Wildzaun des Malstatter Waldes. (Das Torhaus am Ludwigsberg und das Stuhlsatzenhaus bei Scheidt haben denselben Ursprung.) Im Jahr 1756 ließ Fürst Wilhelm Heinrich den Wald abholzen und einen Hof hier anlegen. Dazu kaufte Wilhelm Heinrich das Haus des Rastpfuhler Torhüters und Holzhauers König, das anschließend dem herrschaftlichen Hofmann als Dienstwohnung diente. Bereits unter Graf Friedrich Ludwig, dem Vorgänger Wilhelm Heinrichs, war auf dem Rastpfuhl eine Schäferei angelegt worden. Die beiden landwirtschaftlichen Betriebe wurden in der Folgezeit an verschiedene Pächter vergeben. Im Jahr 1767 verfügte der Rastpfuhler Hof über 7 Morgen Hofbering und Gärten, 50 Morgen Wiesen, 306 Morgen Ackerland und 127 Morgen ausgehauenen Forstwaldes. In der Schäferei wurden 250 Schafe bzw. 300 Hammel gehalten. Seit dem Jahr 1776 wurde auf dem Rastpfuhl von den Kindern des ehemaligen Torhüters König eine Gastwirtschaft angelegt. Im Jahr 1843 wohnten auf dem Rastpfuhl und der nahen Ziegelhütte 44 Menschen. Die Anlage hatte damals sechs Häuser. Erst zu Beginn des 20. Jahrhunderts wurde mit dem Abriss des Fachwerkgebäudes der fürstlichen Zehntscheuer auf dem Rastpfuhl das letzte Zeugnis an den Rastpfuhler Hof abgerissen.
Anfang des 20. Jahrhunderts tauchen in den Stadtplänen die ersten weiteren Gebäude außerhalb des heutigen Zentrums auf: eine Ziegelei am Ende der heutigen Straße „Im Knappenroth“, einige Häuser in der heutigen Köllertalstraße und das Rastpfuhl-Krankenhaus (heute Caritas-Klinik).
Mit dem Bau einer Reihe von standardisierten Siedlungshäusern in den 1930er Jahren dehnt sich der Rastpfuhl beträchtlich nach Norden aus. Der heutige Umfang wurde jedoch erst durch Bauten nach dem Zweiten Weltkrieg erreicht.

## Bevölkerung und soziale Struktur
Die Bevölkerung des Distrikts Rastpfuhl beträgt 5020 Einwohner (Stand: 31. Januar 2018).

## Verkehr
Hauptverkehrsachse des Rastpfuhls ist die Bundesstraße 268. Im Norden geht die B 268 in die Autobahn A1 über. Auf bzw. entlang der B 268 fährt die erste und bisher einzige Linie der Saarbrücker Stadtbahn („Saarbahn“, Linie S1). Im unteren Abschnitt heißt die B 268 Lebacher Straße, im oberen Abschnitt Lebacher Landstraße. Zentrum des Rastpfuhls ist der Abschnitt zwischen Lebacher Straße und Lebacher Landstraße. Hier heißt die B 268 „Rastpfuhl“.

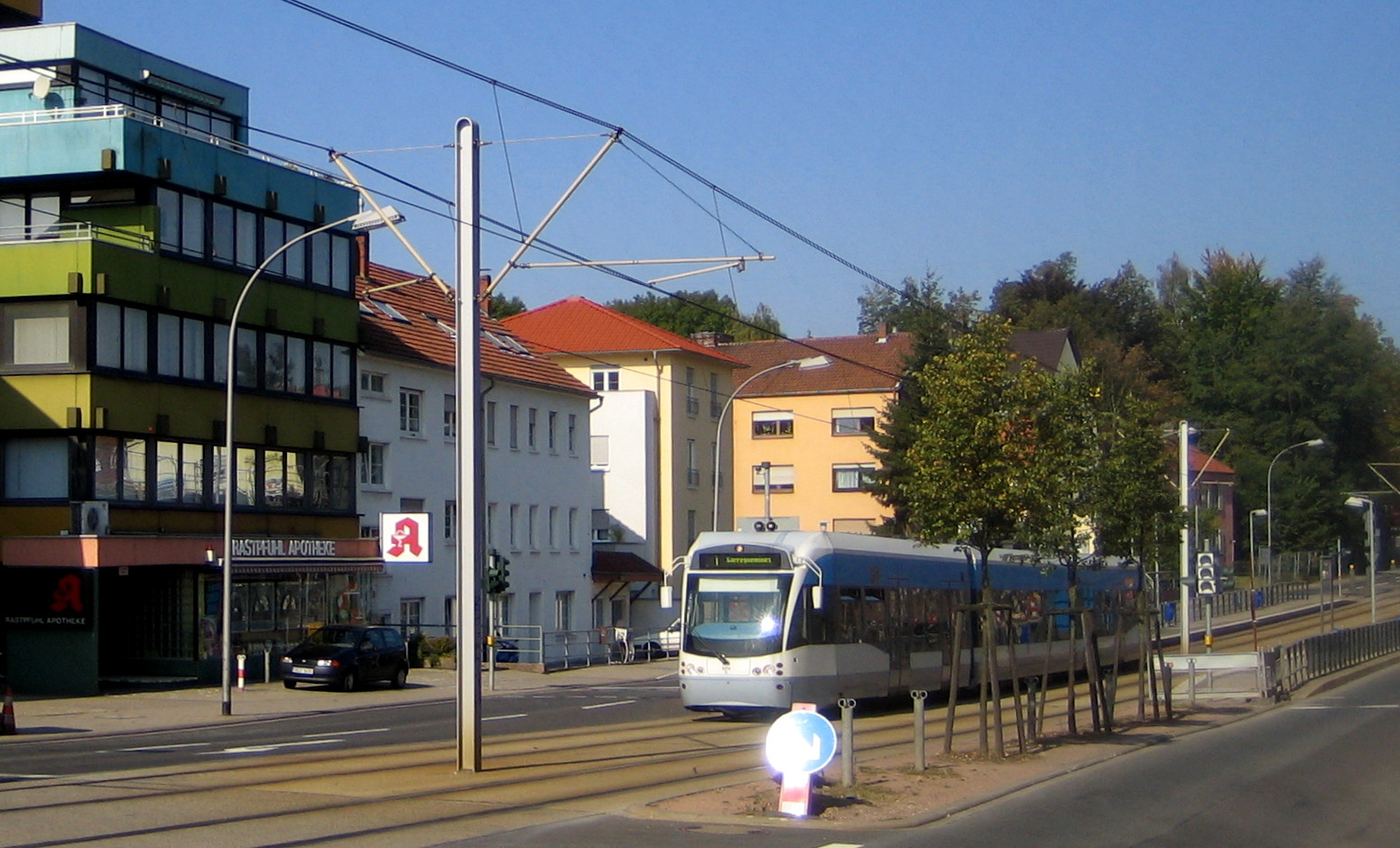
.Rastpfuhl (Zentrum mit Stadtbahn)

Die Lebacher Landstraße teilt den oberen Rastpfuhl in zwei Teile: die „ähn Seid“ und die „anner Seid“. Die Zuordnung ist vom jeweiligen Standpunkt abhängig. Die Hubert-Müller-Straße verbindet den Rastpfuhl und die A1 mit dem Stadtteil Burbach. Den Stadtteil Rußhütte und das Fischbachtal erreicht man über die Rußhütter Straße. Als Ost-West-Verbindung dient hauptsächlich die Rheinstraße an der Südgrenze des Rastpfuhls.

## Bildungseinrichtungen
- Grundschule und Ganztagsgrundschule Rastpfuhl
- Hochschule für Technik und Wirtschaft (HTW) des Saarlandes – University of Applied Sciences: Fachbereich Soziale Arbeit und Pädagogik der Kindheit

## Kirchen
Katholische Kirchen

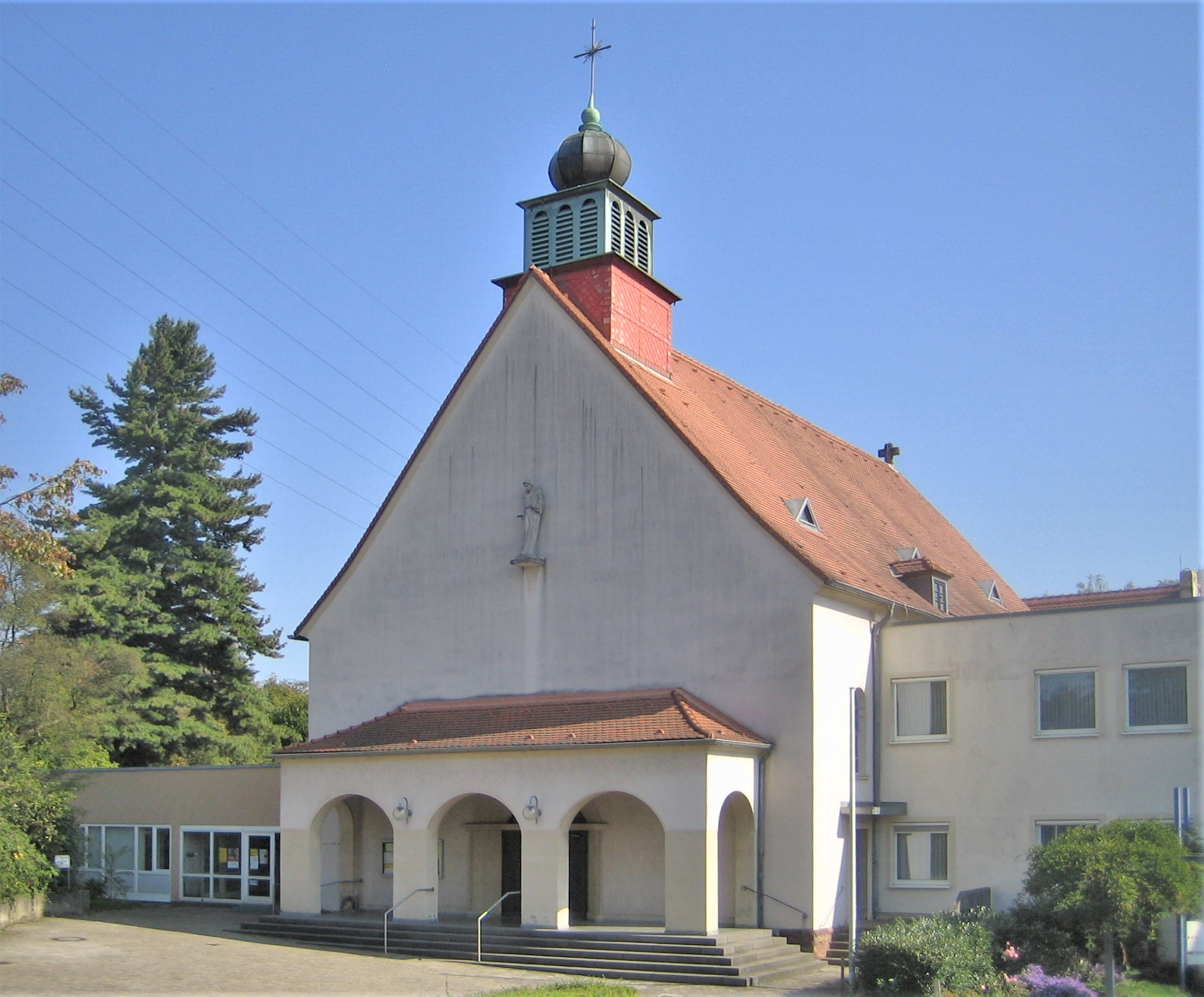
Ehemalige Klosterkirche St. Antonius, Malstatt-Rastpfuhl

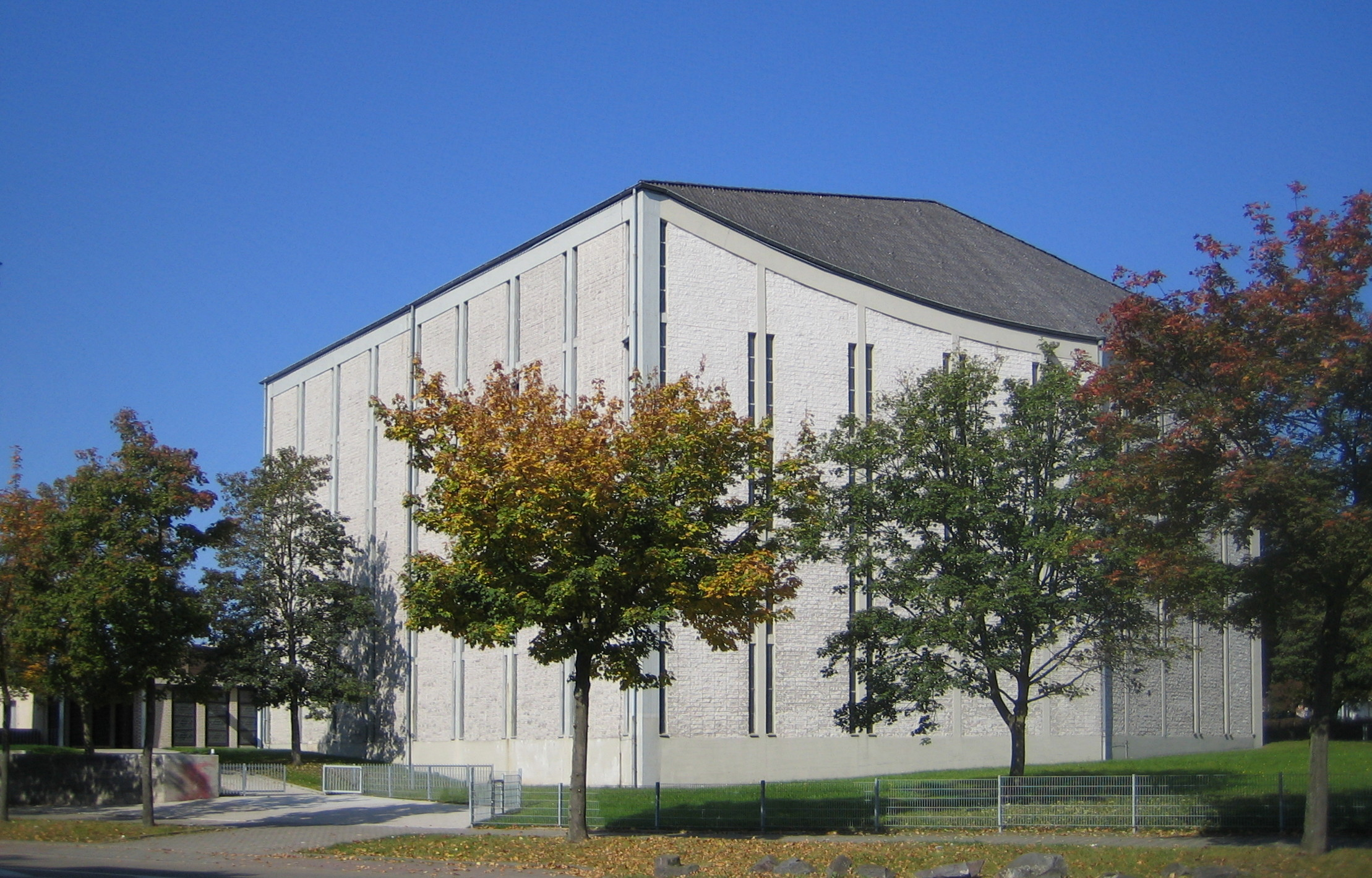
Malstatt-Rastpfuhl, Kath. Kirche St. Paulus

- Katholische Kirche St. Antonius von Padua (ehemalige Franziskaner-Klosterkirche)

Im Jahre 1920 kaufte der Franziskanerorden am damaligen Ortsende des oberen Malstatt das Haus Rastpfuhl 12. In den Folgejahren wurden die heutige Kirche St. Antonius von Padua und die Klostergebäude errichtet. Die Einweihung fand im Jahr 1929 statt.
Der Trierer Bischof Franz Rudolf Bornewasser errichtete den Seelsorgebezirk St. Antonius ohne eigene Vermögensverwaltung in Abhängigkeit von der Mutterpfarrei St. Josef in Malstatt. Einem Mitglied des Klosters vertraute er die Seelsorge der jungen Gemeinde auf dem Rastpfuhl an. Nach Kriegsschäden und veränderndem Wiederaufbau wurde im Jahr 1953 ein Pfarrheim mit Kindergarten in der Lebacher Straße gebaut. Im Jahr 1954 wurde St. Antonius offiziell von einer Vikarie zur Pfarrei erhoben. Die Franziskaner verkauften im Jahr 1965 die Klosterkirche und das Kloster dem Bistum Trier bzw. der Kirchengemeinde und errichteten im nahegelegenen Rhönweg, eine franziskanische Bildungsstätte. Die Pfarrgemeinde eröffnet einen Kindergarten und ein Pfarrbüro. Das Pfarrheim mit Kindergarten in der Lebacher Straße wurde im Jahr 1981 an die Caritas vermietet und im Jahr 1997 verkauft. Daraufhin wurden am früheren Klostergebäude umfangreiche Umbaumaßnahmen eingeleitet und die Katholische Fachhochschule für Soziale Arbeit begann hier ihre Tätigkeit. Die Fachhochschule wurde im Jahr 2008 geschlossen. Der Studiengang wurde an die Hochschule für Technik und Wirtschaft (HTW) Saarbrücken verlagert.
Im Jahr 1999 gab der Franziskanerorden seine Bildungsstätte im Rhönweg auf und beendete seine seelsorgerische Tätigkeit in Saarbrücken. Im Jahr 2002 errichtet die Pfarrei mit dem Umbau von Pfarrbüro und Pfarrräumen eine neue Begegnungsstätte für die Gemeinde auf dem Malstätter Rastpfuhl.
- St. Paulus (Rheinstraße):

Da durch den Zweiten Weltkrieg die Josefsbrücke, die das obere mit dem unteren Malstatt verband, zerstört war, errichtete man für die Pfarrangehörigen von St. Josef im oberen Malstatt eine Holzbarackenkirche auf dem Pariser Platz gegenüber der heutigen St. Paulus-Kirche. Im Jahr 1959 wurde auf Initiative von Pfarrer Johannes Pütz (Pfarrei St. Josef) die neue Pfarrei St. Paulus aus Gemeindeteilen von St. Josef, St. Antonius und Herz Jesu gebildet. Die Kirche sollte auch als Seelsorgestelle für die italienischen Gastarbeiter und deren Familien dienen.
Der moderne Kirchbau entstand in den Jahren von 1959 bis 1961 nach den Plänen des Trierer Architekten Fritz Thoma. Die sich bewusst an den Formschemata der Industriearchitektur orientierende große Hallenkirche sollte an die Arbeitswelt der Menschen des Wohngebietes erinnern. Der ungewöhnlich weiträumige Kirchenbau war einer der ersten mit durchhängendem Spannbetondach in Europa. Da sich im Laufe der Zeit am Baukörper große Schwierigkeiten ergaben, veränderte man in den Jahren 1978 bis 1982 unter Pastor Beils nach Plänen des Architekten Van Stipelen das Aussehen der Kirche im Innern vollkommen. Der ursprünglich helle Innenraum wurde verklinkert, um einen einladenderen Eindruck zu erzielen. Das durchhängende Flachdach wurde durch ein Zeltdach ersetzt. Wegen weiterer baulicher Mängel musste im Jahr 2006 der Glockenturm abgerissen werden. Die Glocken von St. Paulus wurden verkauft und läuten heute in Remagen. Anstelle des Glockenturms machen heute vier Kirchenfahnen auf das Gotteshaus aufmerksam.
Evangelische Kirche
- Evangelisches Gemeindezentrum Knappenroth, Malstatt-Rastpfuhl

Bereits in den 1950er Jahren gab es Pläne der evangelischen Kirche, auf dem Gelände einer ehemaligen Ziegelei im Knappenroth ein evangelisches Gemeindezentrum zu errichten, das eine Kirche mit Pfarrhaus, einen Kindergarten sowie eine Schwesternstation mit Küsterwohnung umfassen sollte. Davon wurden bis zum Jahr 1960 der Kindergarten (mit provisorischem Gottesdienst- und Unterrichtsraum im Keller) und das Pfarrhaus in der Hochwaldstraße erbaut. Im Jahr 1995 erweiterte man den Kindergarten um das jetzige evangelische Gemeindezentrum. Der Gottesdienstraum befindet sich in einer Rotunde und bietet ca. 60 Gottesdienstbesuchern Platz.

## Krankenhaus

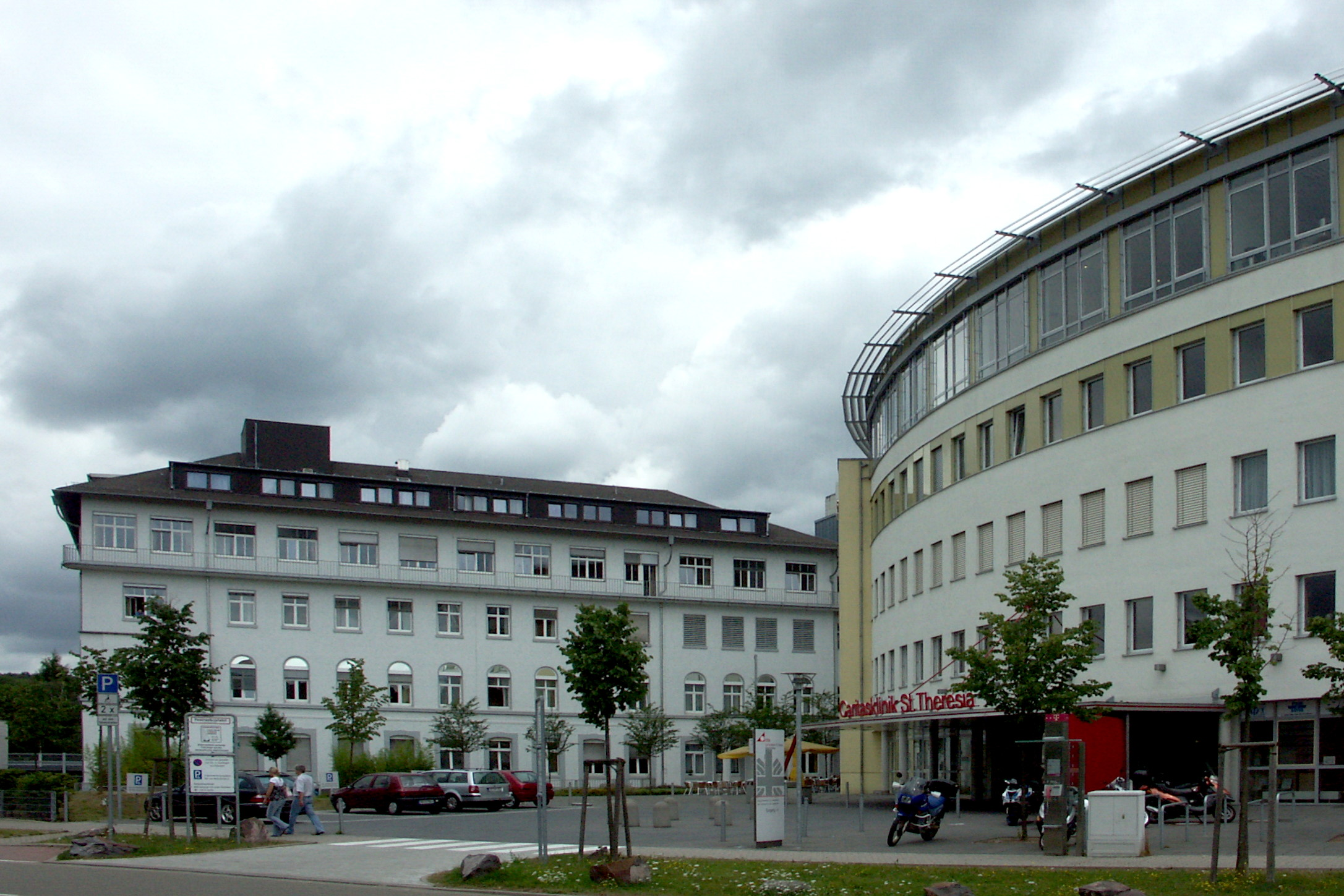
Rastpfuhl, Caritas-Klinik

Caritasklinik St. Theresia (früher „Rastpfuhl-Krankenhaus“), Rheinstraße

## Sport
- Fußballverein DJK 08 Rastpfuhl
- Fußballverein FC Rastpfuhl
- Sportverein DJK Saarbrücken-Rastpfuhl

## Rastpfuhl-Carrée
Am 31. März 2008 wurde das „Rastpfuhl-Carée“ als Nahversorgungszentrum (NVZ) eröffnet. Die Bauten stehen auf dem Gelände, auf dem sich zuvor ein Flachbau mit Post und Sparkasse und die ehemalige Wendeschleife von Straßenbahn und Bus befanden. In den Gebäuden mit einer Fläche von insgesamt über 3.000 m² sind mehrere Geschäfte, zwei Cafés, ein Restaurant und die Sparkassenfiliale untergebracht.

## Industrie und Gewerbe (historisch)

### Teerfabrik Ernst Hugo Sarg
Die Fabrik für Asphalt- und Teerprodukte „Ernst Hugo Sarg & Co“ wurde 1907 gegründet. Abnehmer der im Werk hergestellten Produkte waren hauptsächlich die Bau- und die Straßenbauindustrie. Das Werksgelände lag östlich der heutigen Wohnblocks in der Eifelstraße und nördlich der Straße „Im Knappenroth“. Nach der fast vollständigen Zerstörung im Zweiten Weltkrieg wurde das Werk wieder aufgebaut und hatte Mitte der 1950er Jahre ca. 100 Mitarbeiter. Die Fabrik war bis in die 1960er-Jahre in Betrieb. Danach wurde das Werk abgerissen.
Bis heute gilt das Gelände als mit industriellen Altlasten verseucht. Gesundheitsgefährdende Ausgasungen und eine Gefährdung für das Grundwasser schließt das Saarbrücker Umweltamt jedoch aus.
Im Jahre 1971 kaufte der Investor Jürgen Gräßer für 5,2 Millionen Mark das Grundstück und wollte einen Supermarkt mit 8.000 m² Verkaufsfläche errichten lassen. Entgegen ursprünglichen Zusagen erhöhte die Stadt Saarbrücken die Erschließungskosten auf 4,5 Millionen Mark und verweigerte die Baugenehmigung. Es folgte die bisher längste Prozessreihe in der Geschichte der Bundesrepublik. Die Prozesskosten hatten Jürgen Gräßer ruiniert, 1976 wurde das Gelände zwangsversteigert.
Das Gelände der ehemaligen Teerfabrik liegt bis heut brach. Am 7. August 2015 legte die Stadt Saarbrücken jedoch ein Planungsvorhaben für den Bau von fünf Mehrfamilienhäusern mit 90 Wohneinheiten auf dem westlichen Teil des Gebietes offen. Zum Problem der Hinterlassenschaften der ehemaligen Teerfabrik hält sie ein Bodengutachten nebst Sanierungsplan bereit.

### Pasteurschacht

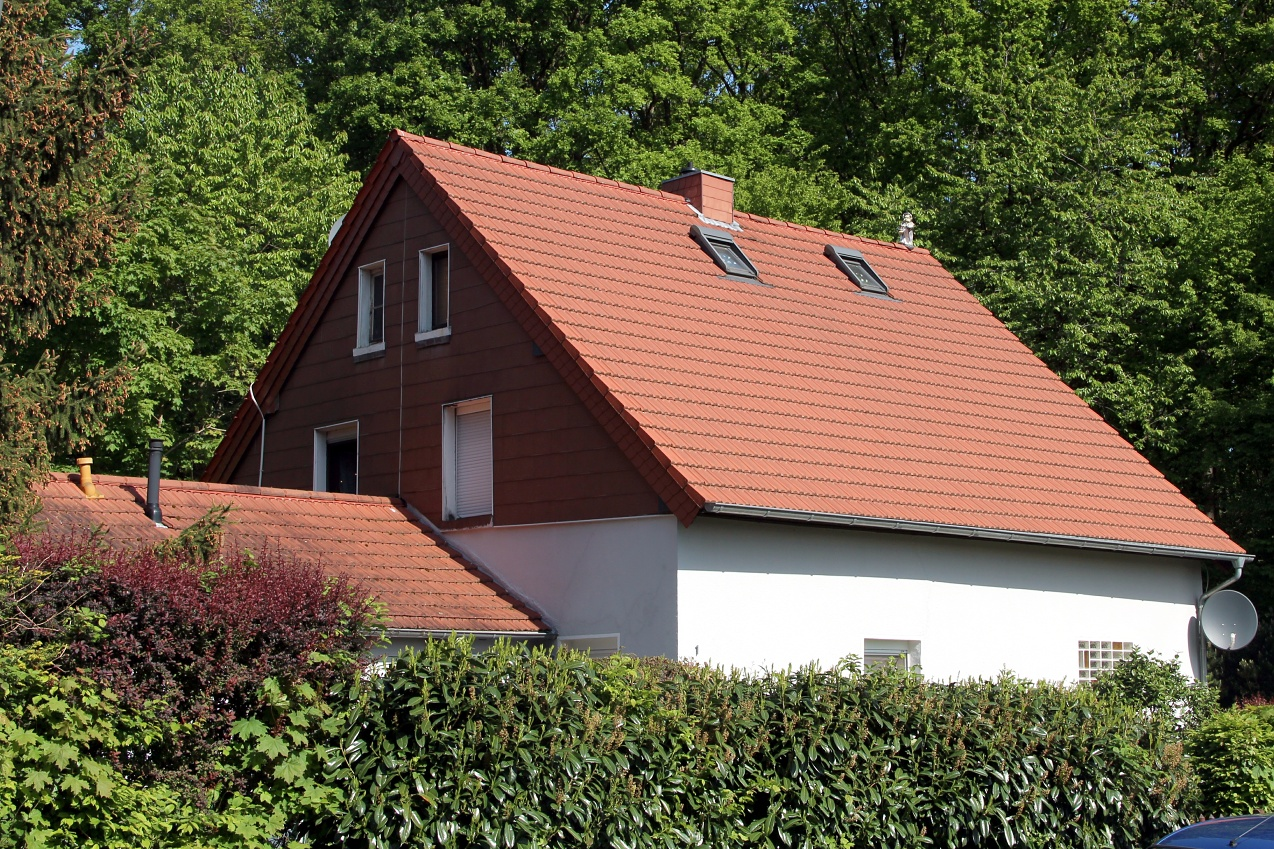
Haus Pasteurschacht 1 (ehemaliges Pförtnerhaus der Schachtanlage)

Im Jahr 1922 wurde auf dem Rastpfuhl der Pasteurschacht abgeteuft, benannt nach dem französischen Chemiker und Mikrobiologen Louis Pasteur. Die Schachtanlage lag im Wald östlich der Straße „Am Gilbenkopf“ und nördlich der heutigen Straße „Pasteurschacht“. Der Pasteurschacht, auch Südschacht genannt, war Teil der Grube Von der Heydt und diente als Wetterschacht für den Abbau des Südfeldes des Amelungflözes. Der runde Schacht hatte einen Durchmesser von 5 Metern und war mit Backstein ausgemauert. Die Tiefe betrug 203,25 m.
Der Schacht war bis 1932 in Betrieb und wurde 1961 verfüllt.
Außer dem Straßennamen „Pasteurschacht“ erinnert heute nur noch das jetzt als Wohnhaus genutzte ehemalige Pförtnerhaus an die Anlage.

## Persönlichkeiten
- Fritz Zolnhofer (1896–1965), Maler, wohnhaft auf dem Rastpfuhl[15]

- Roland Stigulinszky (1926–2022), Grafiker, Karikaturist und Satiriker, wohnhaft auf dem oberen Rastpfuhl[16]

## Trivia

### Meteorisches Ereignis im Jahre 1826
In den Annalen der Physik berichtet der deutsche Naturwissenschaftler Chladni über eine lautstarke „meteorische“ Erscheinung, die am 1. April 1826 auf dem Rastpfuhl beobachtet wurde. Ob es sich dabei um den Niedergang eines Meteors oder um ein Wetterphänomen handelte, bleibt offen.

### Höchstgelegene Straße der Kernstadt Saarbrücken
Der Wiltinger Weg ist mit seiner höchsten Stelle von 285 m über Normalnull die höchste Straße der Kernstadt Saarbrücken (Stadtgebiet vor den Eingemeindungen 1974). Durch die hohe Lage begünstigt war die Straße besonders schneereich. In den 1960er Jahren wurde die Straße zusammen mit dem Siebenbürger Weg nach Schneefällen zeitweise als Rodelstraße ausgewiesen und für den Durchgangsverkehr gesperrt.

## Bilder vom Rastpfuhl

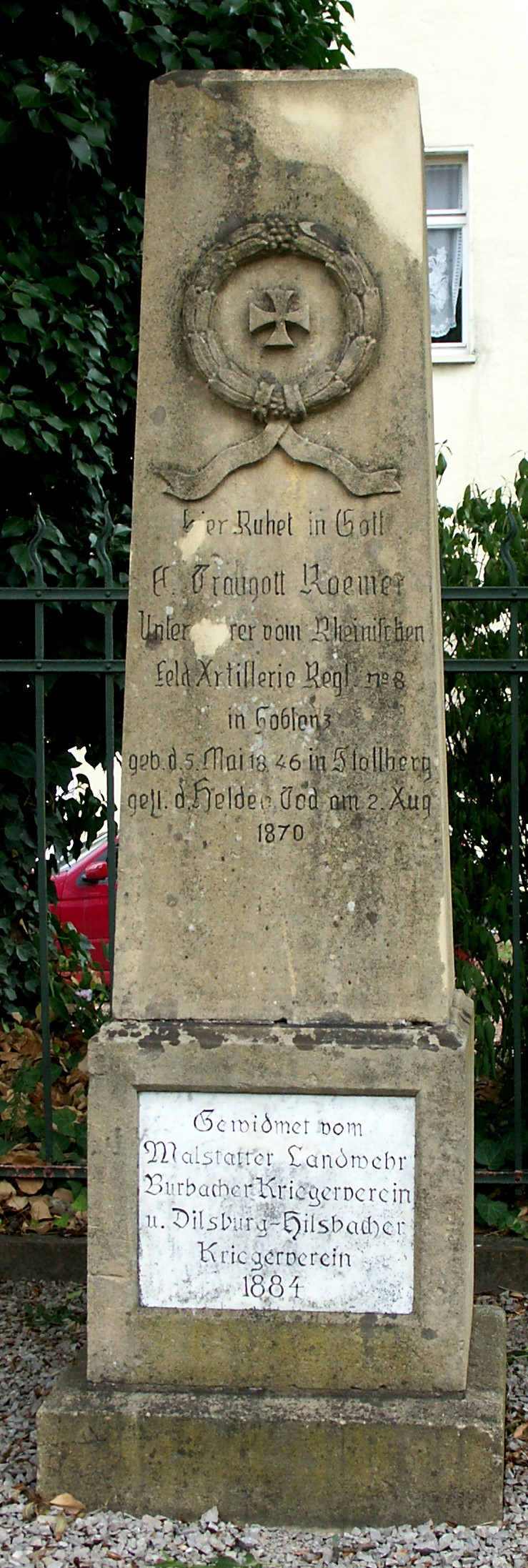
Kriegerdenkmal von 1884
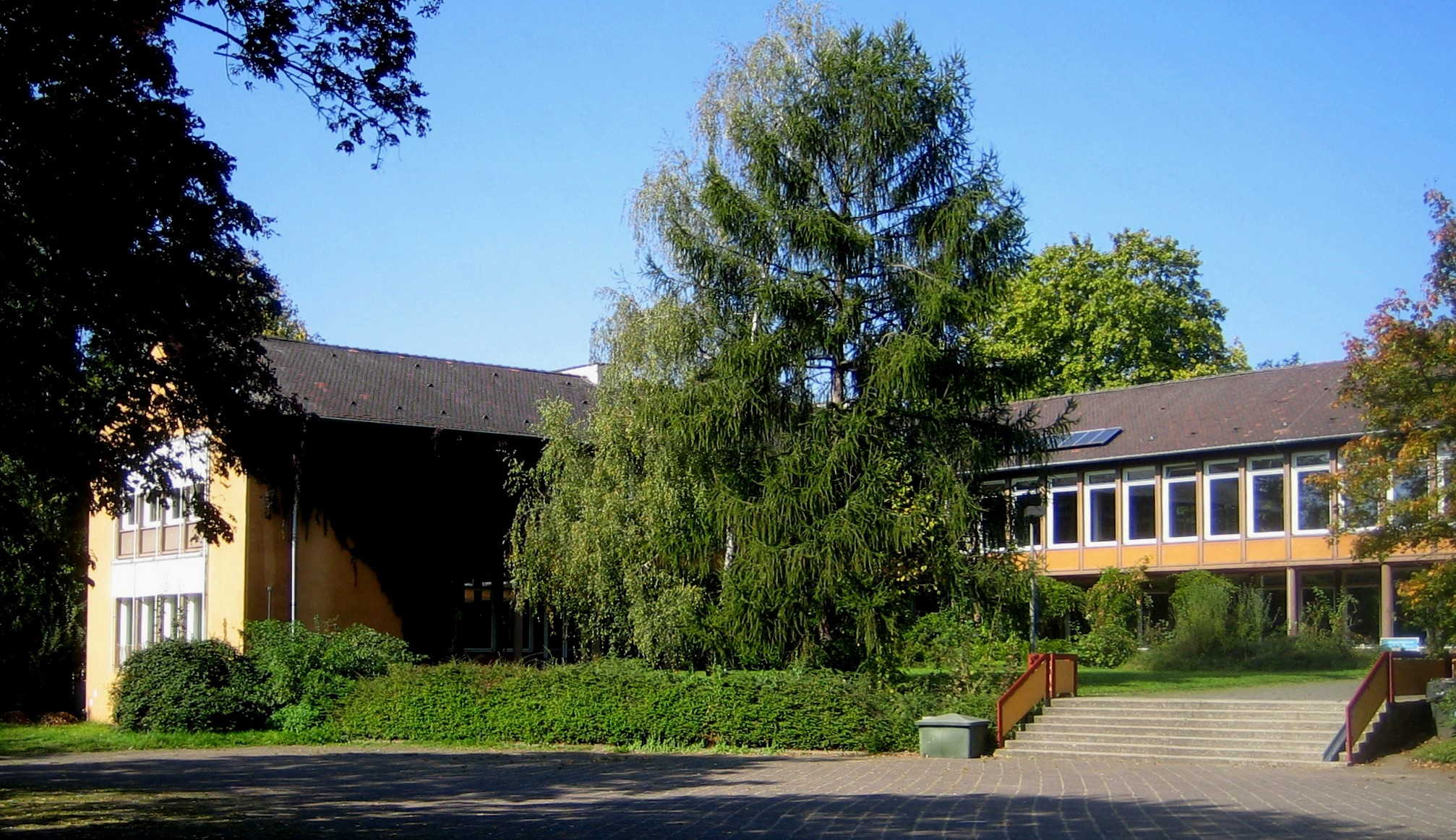
Ganztagsschule am Knappenroth
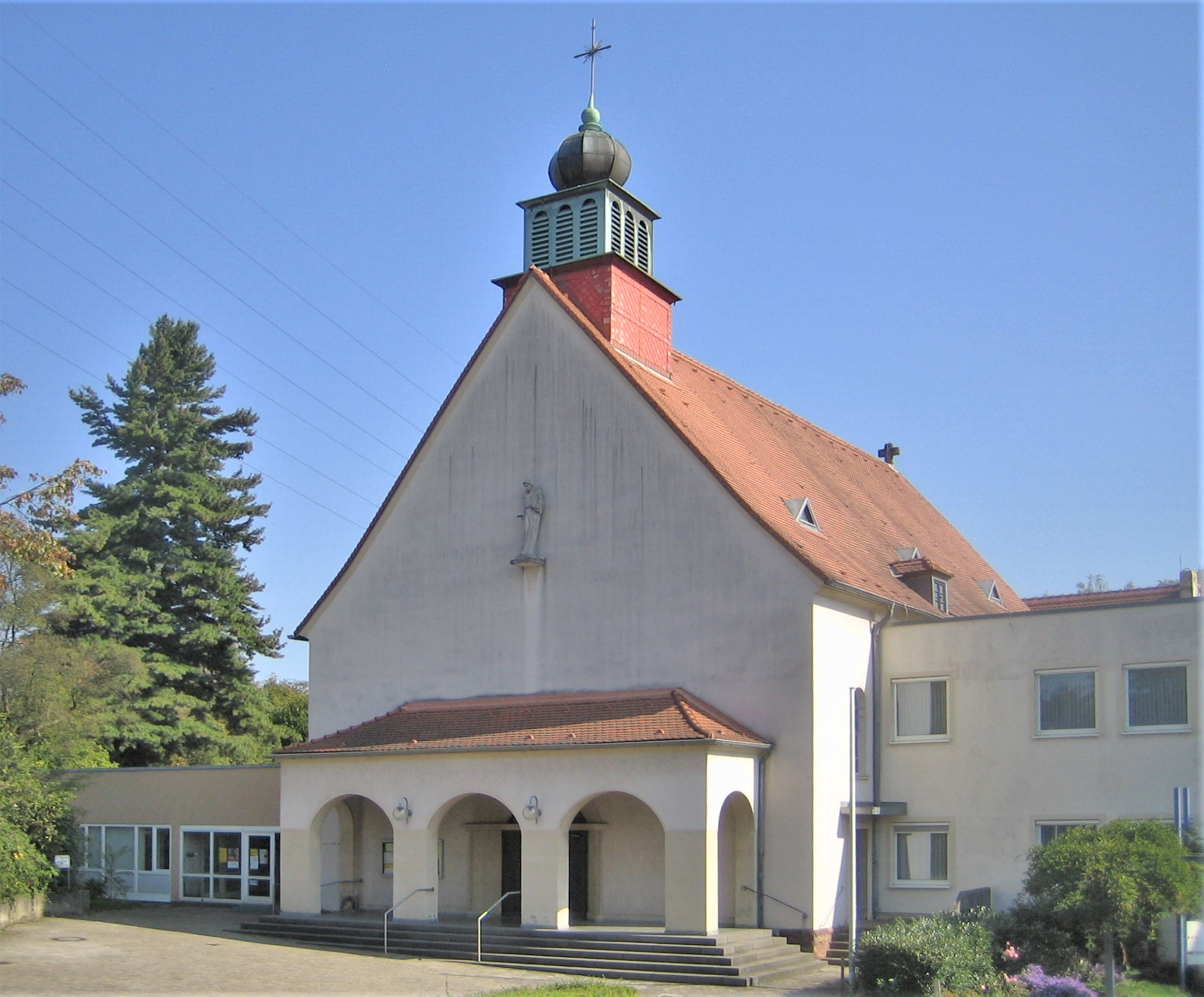
Kirche und Kloster St. Antonius
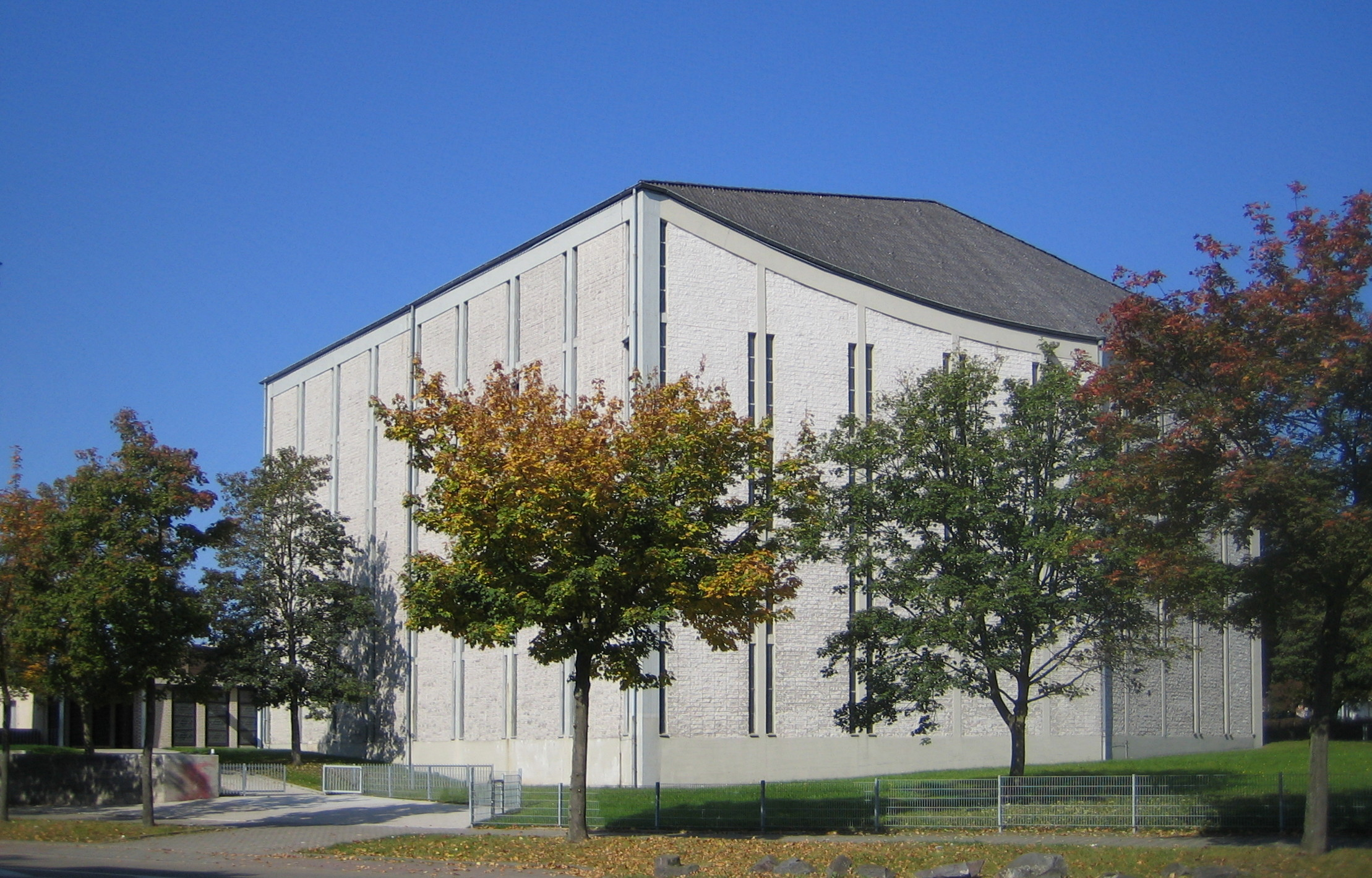
Kirche St. Paulus
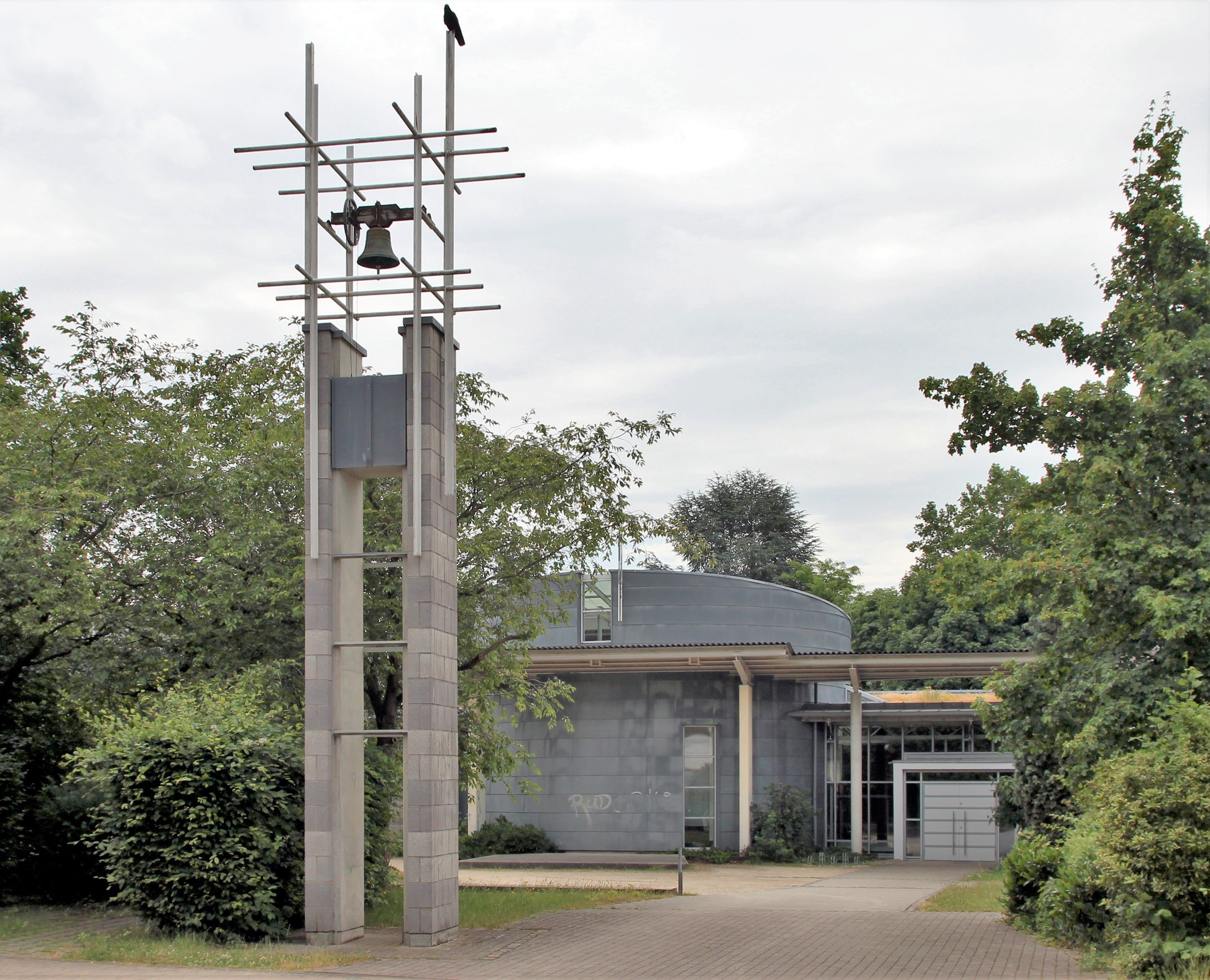
Evangelisches Gemeindezentrum Knappenroth
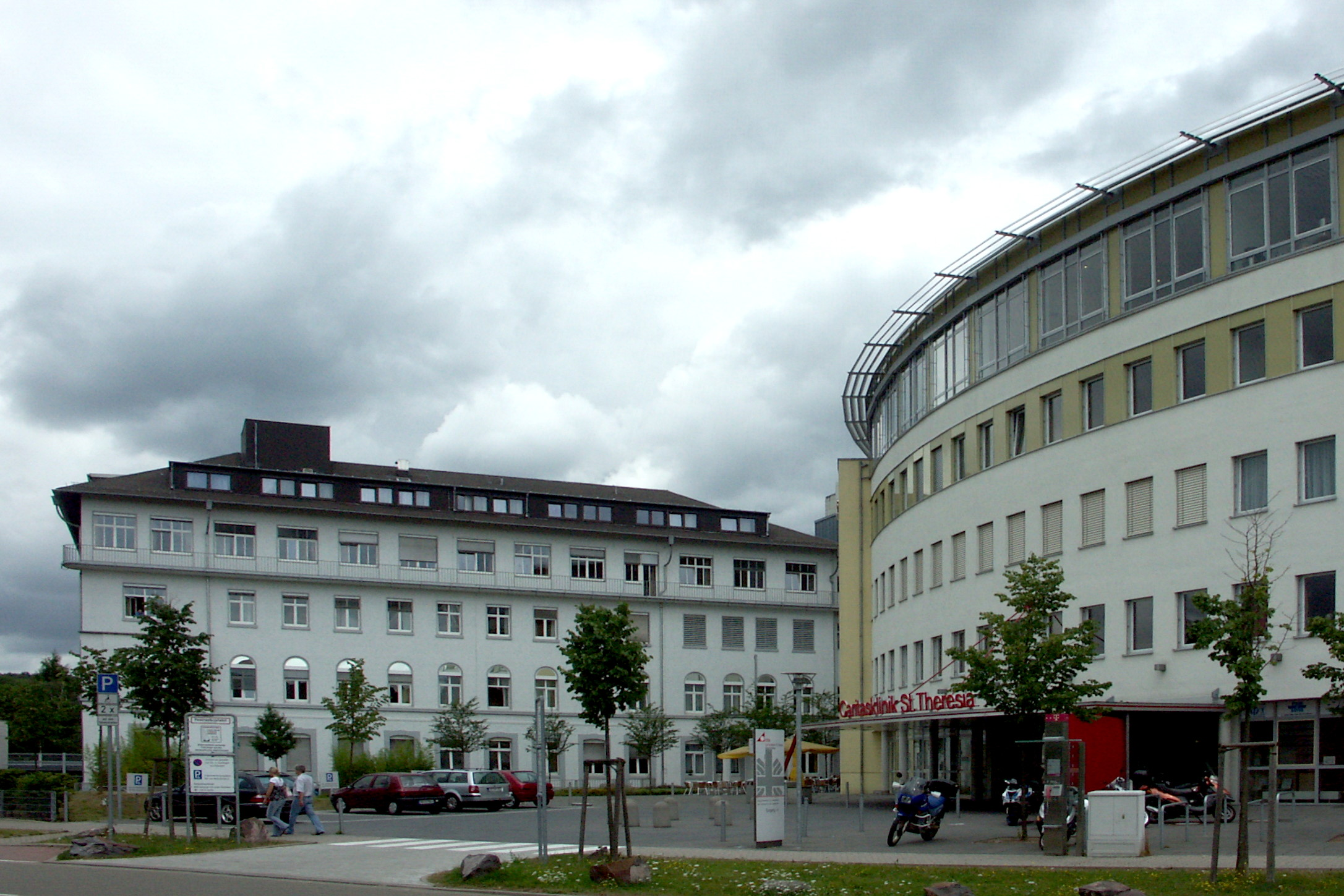
Caritasklinik St. Theresia (ehem. „Rastpfuhl-Krankenhaus“)
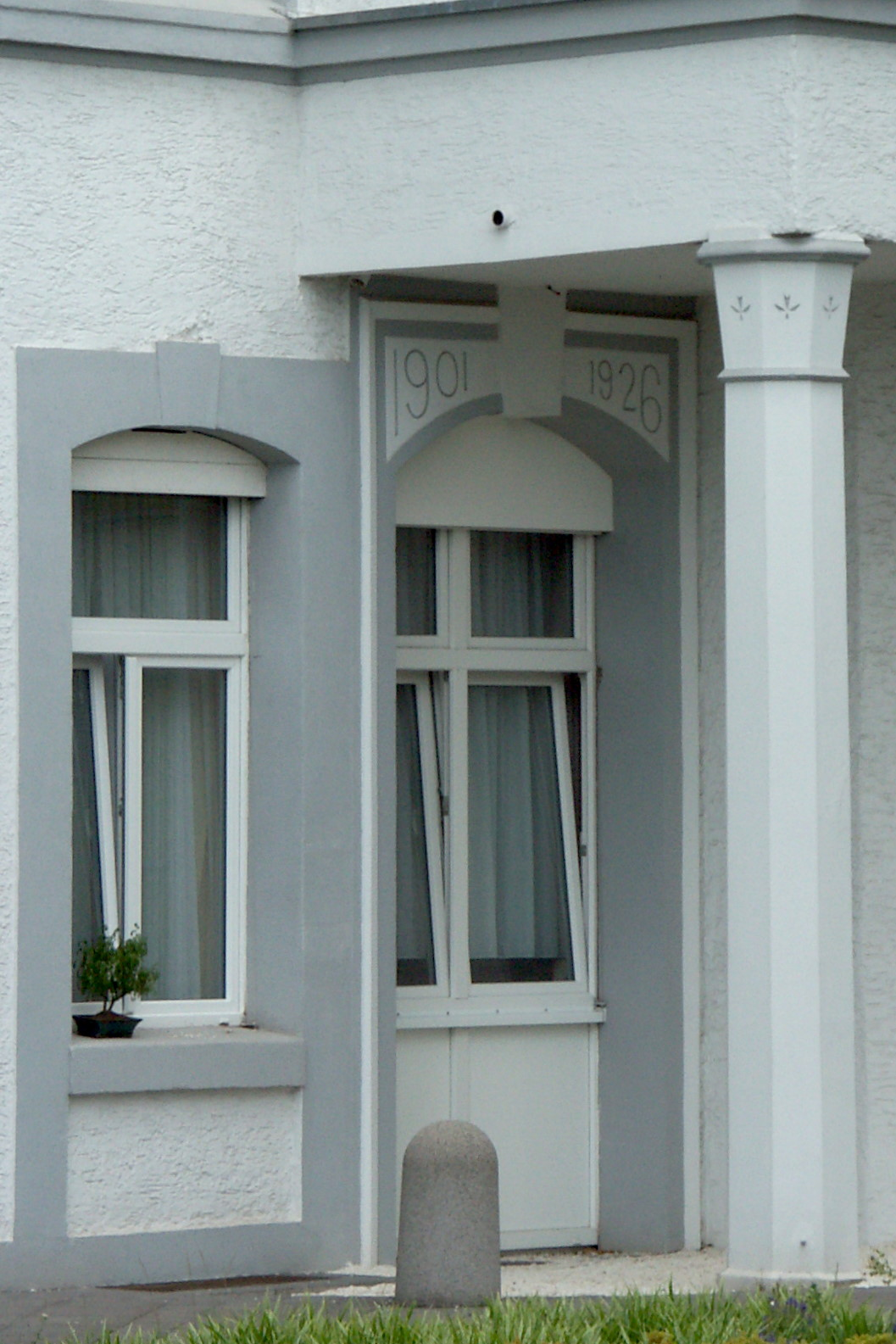
Caritasklinik (Detail mit Jahreszahlen)
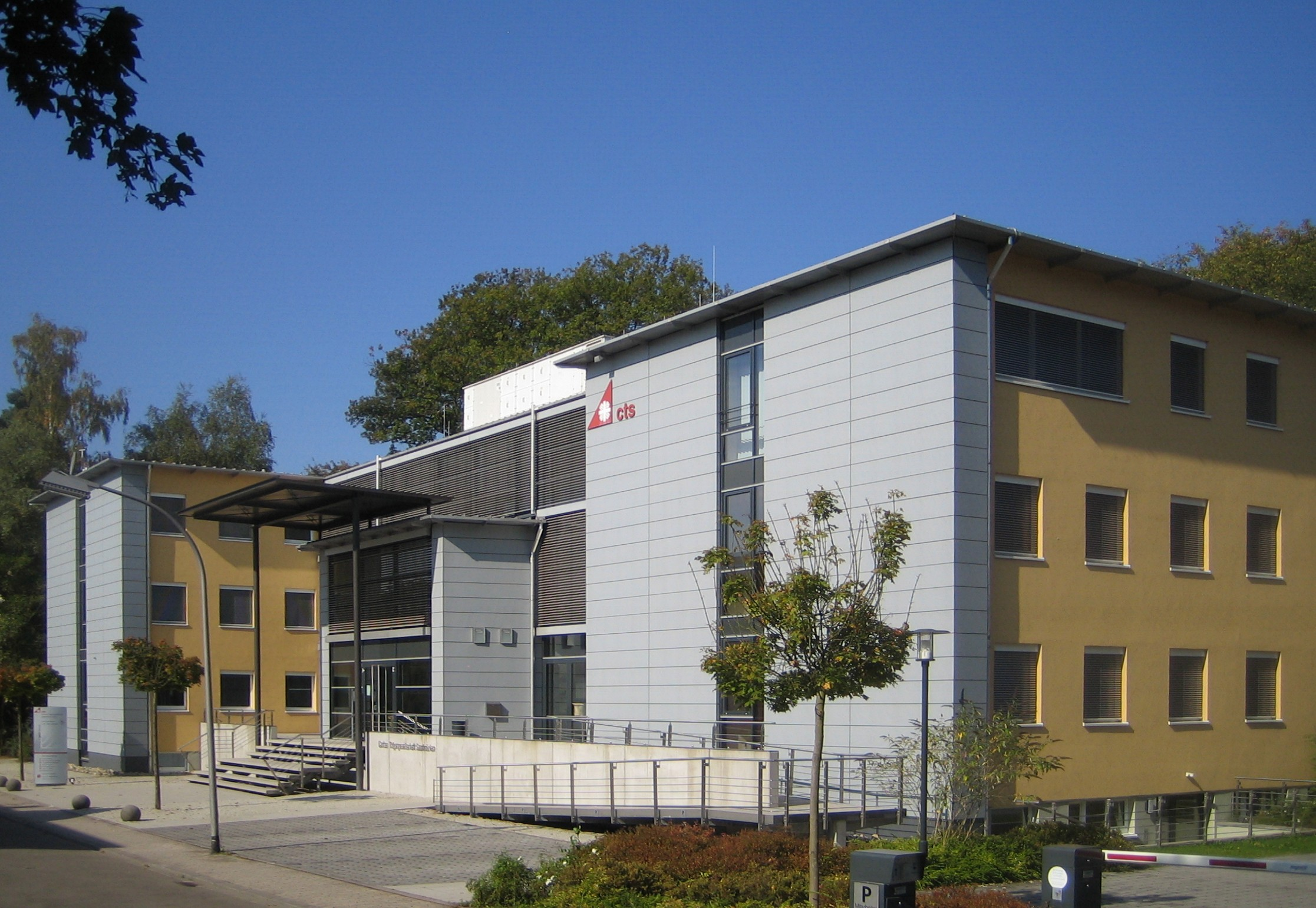
Zentrale der Caritas Trägergesellschaft Saarbrücken mbH (Rhönstr.)
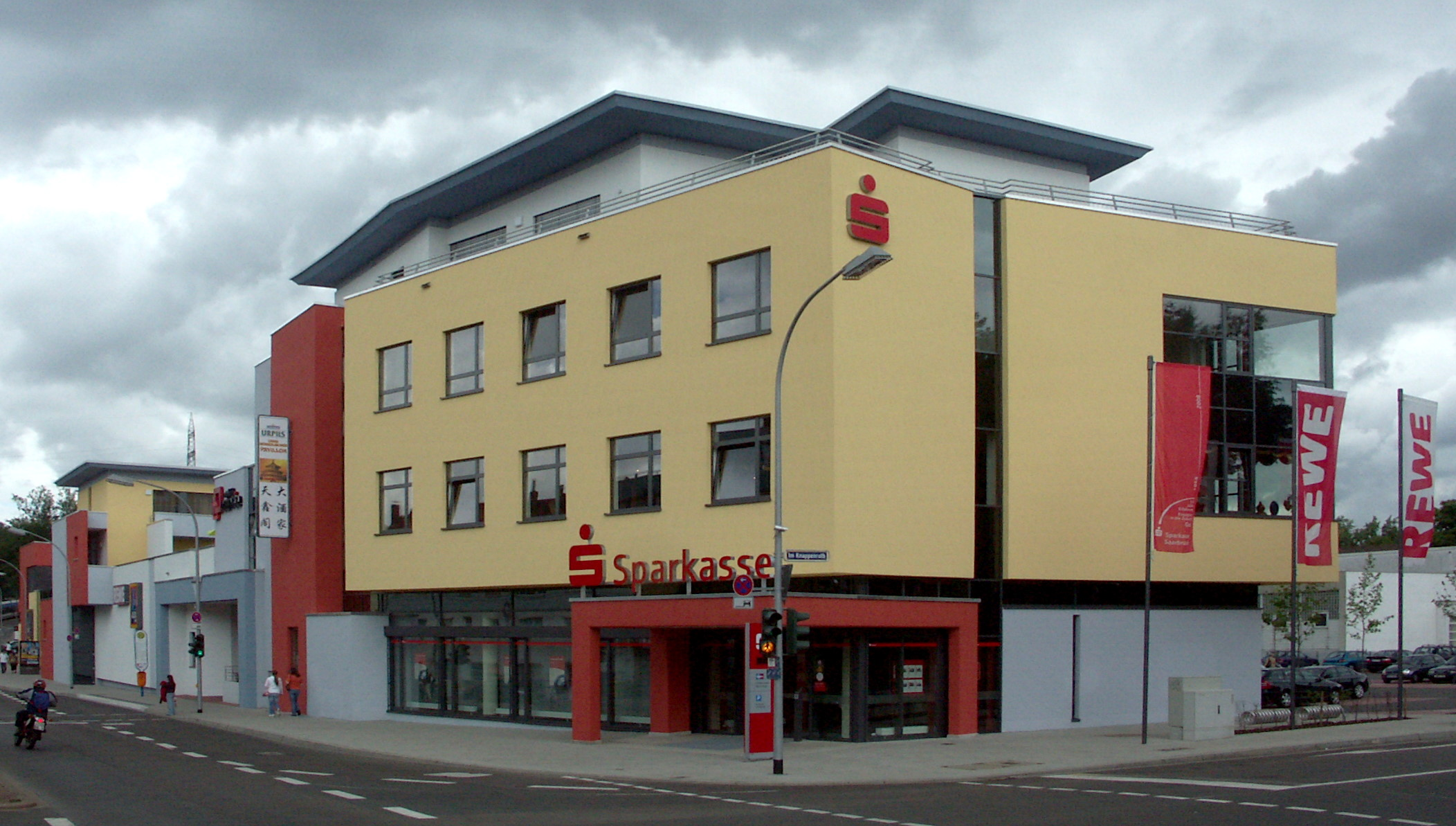
„Rastpfuhl-Carrée“ (Nahversorgungszentrum)